# Језекиљ (краљ)
Језекиљ, Језекија, Езекија (‎хебр. ), син Ахаза, је 13. краљ Јудеје, из династије Давидове.
Почетак владавине неких јеврејских краљева у Библији је забележен не од почетка индивидуалне владавине, већ од тренутка када су они, чак и под претходним краљем, почели да учествују у власти. Отуда бројна неслагања. Према професору Едвину Тилу, Језекија је почео да учествује у управљању земљом око 729. п. н. е., али је постао прави краљ 716. или 715. п. н. е., након смрти његовог оца Ахаза. Владао је 29 година, до 687. или 686. п. н. е. (последњих 10 година – заједно са сином Манасијом).
Језекија је започео значајне верске реформе. Идолопоклонство је искорењено (чак је и Мојсијева месингана змија уништена – 2. Царевима 18:4). У Јерусалимском храму су обновљене богослужења и, као у знак обнављања завета са Богом, свечано је прослављена свеизраелска Пасха (2. Лет. 30, 5).
Под Језекијом, зидови Јерусалима су ојачани и направљен је тунел у стени за снабдевање водом од извора Гион (Гихон) до резервоара Силоам (Силоам).
Језекија је такође извршио војни поход на филистејске земље и чак је заробио једног од филистејских краљева, Падија.
Током његове владавине, Јудеја је била вазал Асирије. Језекијин покушај да се ослободи Асираца довео је до похода асирског краља Сенахерима против Јуде и опсаде Јерусалима. Овај поход се огледа и у асирским архивима, у којима је Језекија назван Хазакија. Као резултат тога, Језекија је морао да плати огроман данак (2. Краљевима 18:14), али је асирски краљ и даље захтевао предају Јерусалима. Према Библији, након тога се Језекија помолио Богу и ноћу је „анђео Господњи побио сто осамдесет и пет хиљада“ војника у асирском логору (2. Царевима 19:35). Међутим, Јуда је остао вазал Асирије, а део њене територије је дат суседним филистејским краљевима, такође асирским вазалима. Према 2. Хроника, након пораза Асираца на зидинама Јерусалима, Језекија је постао славан и богат (2. Лет. 32:23-29).
2015. године, током ископавања испод јужног зида Брда храма у Јерусалиму, које је извршио израелски археолог Еилат Мазар, пронађен је отисак печата са именом јудејског краља Језекије: „[припада] Језекији [син] Ахаза краљ Јуде.”

## Породица
Према Библији, Језекија је са Хефзибом имао сина и наследника Манасију (2. Краљевима 20:21). Према тексту Сенахирибове призме, Језекија је имао кћери, које је асирски цар Сенахириб одвео у ропство.

## У јеврејској традицији
Прича о Језекији је повезана са причом о чудесном померању сенке сунчаног сата уназад 10 корака као знаку опоравка краља од мрачне болести (2. Краљевима 20:1-11).
Према бараити (Талмуд, расправа Бава Батра), Језекија и његова пратња су написали књигу пророка Исаије, Изреке Соломонове, Песму над песмама и Проповедник.
Према рабину Јехуди (Талмуд, трактат „Бава Кама”), током Језекијине погребне поворке, 36 хиљада људи ходало је иза његовог ковчега голих рамена у знак жалости. Према рабину Нехемији, на његов ковчег ставили су свитак Торе са речима: „Овај човек је испунио све што је написано у овом свитку.“